# Don't Let It End
Don't Let It End è un singolo del gruppo rock statunitense Styx, pubblicato nel 1983 ed estratto dall'album Kilroy Was Here.
La canzone è stata scritta da Dennis DeYoung.

## Tracce
- 7"

1. Don't Let It End
2. (A.D. 1928) Rockin' the Paradise

## Video
Il videoclip della canzone è stato diretto da Brian Gibson.

## Formazione
- Dennis DeYoung - voce, tastiera
- Tommy Shaw - chitarra, cori
- James "JY" Young - chitarra
- Chuck Panozzo - basso
- John Panozzo - batteria